# Порбади
Порбади (пол. Porbady, нім. Neu Schöneberg) — село в Польщі, у гміні Йонково Ольштинського повіту Вармінсько-Мазурського воєводства.
Населення — 123 особи (2011).

## Демографія
Демографічна структура станом на 31 березня 2011 року:
|          | Загалом | Допрацездатний вік | Працездатний вік | Постпрацездатний вік |
| -------- | ------- | ------------------ | ---------------- | -------------------- |
| Чоловіки | 58      | 12                 | 42               | 4                    |
| Жінки    | 65      | 16                 | 40               | 9                    |
| Разом    | 123     | 28                 | 82               | 13                   |